# Jerzy Karg
Jerzy Karg (ur. 20 sierpnia 1940 w Brodach, zm. w sierpniu 2024) – polski entomolog, profesor nauk biologicznych.

## Życiorys
W 1964 r. ukończył studia na Uniwersytecie Adama Mickiewicza w Poznaniu, w 1972 r. doktoryzował się na Uniwersytecie Warszawskim. W 1991 r. habilitował się w Instytucie Ekologii PAN na podstawie pracy pt. „Zróżnicowanie liczebności i biomasy owadów latających krajobrazu rolniczego Zachodniej Wielkopolski”. W 1999 r. uzyskał tytuł profesora nauk biologicznych.
Specjalista w dziedzinie agroekologii, prowadził badania nad ekologią owadów w ekosystemach krajobrazu rolniczego. Pracując w Zakładzie Badawczym Środowiska Leśnego i Rolnego PAN w Poznaniu badał faunistykę pluskwiaków wodnych. Od 1976 r. kierował Stacją Badawczą ZBŚRiL PAN w Turwi. Badał zagęszczenie i redukcję naturalną stonki ziemniaczanej, ocenę fauny owadów latających w skali krajobrazu i entomofaunę monokultur zbożowych. Był też profesorem na Wydziale Nauk Biologicznych Uniwersytetu Zielonogórskiego, na którym pracował w latach 2010–2023. W latach 1993–1995 członek Komisji Ochrony Przyrody, członek Komitetu Ekologii PAN.
Dorobek naukowy obejmuje ponad 60 prac naukowych (w tym 45 recenzowanych artykułów w czasopismach indeksowanych przez JCR), 1 książkę oraz kilkadziesiąt publikacji popularno-naukowych.

## Odznaczenia
Odznaczenia:
- Złoty Krzyż Zasługi (1984)
- Odznaczenie Honorowe "Za Zasługi dla Województwa Leszczyńskiego" (1988)
- Odznaczenie Honorowe "Za Zasługi dla Miasta Poznania" (1988)
- Srebrna Odznaka "Za Zasługi dla Ochrony Środowiska i Gospodarki Wodnej" (1989).